# Klasse von Vatikan G 47
Als Klasse von Vatikan G 47 (englisch Class of Vatican G 47) wird auf Grund ihrer Form eine Klasse von attisch-schwarzfigurigen Oinochoen auf hohem Fuß bezeichnet, die im 1. Viertel des 5. Jahrhunderts v. Chr. geschaffen wurden. Benannt ist die Klasse nach einer Vase in den Vatikanische Museen, ehemals in der Sammlung Guglielmi.